# Robert P. Reed
 (mai 2025).
Robert Philip Reed, né le 11 juin 1959, est un prélat catholique américain et évêque auxiliaire de l'archidiocèse de Boston depuis 2016. Il est également le président de la chaîne de télévision Catholic TV.

## Biographie

### Jeunesse et formation
Robert Reed est né à Boston dans l'État du Massachusetts, le 11 juin 1959, de William et Jeanne Reed. Il grandit à Swampscott dans le même État, où il  fréquente les écoles paroissiales de la ville. Plus tard, il fait ses études au lycée préparatoire Saint-Jean, situé à Danvers. C'est durant son parcours scolaire qu'il décide de devenir prêtre. Ainsi, après son diplôme, Reed rejoint le Séminaire Saint-Jean à Boston. Par la suite, il intègre le Collège pontifical nord-américain à Rome pour poursuivre ses études.

### Prêtrise
Reed est ordonné prêtre par le cardinal Bernard Law le 6 juillet 1985 pour l'archidiocèse de Boston, en l'église Saint-Jean-l'Évangéliste de Swampscott. Après son ordination, il devient vicaire pour la paroisse de l'Immaculée Conception à Medford. Il exerce également son ministère dans plusieurs autres paroisses, principalement dans l'est de l'État du Massachusetts
En plus de ses fonctions paroissiales, Reed entame une carrière dans la radiodiffusion au sein de l'archidiocèse. Depuis les années 1980, il anime une émission radio dominicale intitulée The Catholic Hour. En ce sens, il obtient un diplôme en gestion de télévision au sein de l'Université de Boston, puis il intègre la Catholic TV. Il y occupe divers postes jusqu'à devenir directeur en 2005.

### Évêque auxiliaire de Boston
Le 3 juin 2016, le François le nomme évêque auxiliaire de l'archidiocèse de Boston et également évêque titulaire de Sufar, où il succède à Robert Francis Prevost, le futur pape Léon XIV élu en 2025. Il est consacré le 24 août 2016 en la cathédrale de la Sainte-Croix à Boston par le cardinal Seán O'Malley, assisté des évêques Robert Deeley et Arthur Leo Kennedy comme co-consécrateurs.
Pour la Conférence des évêques catholiques des États-Unis (USCCB), il assure la présidence de la commission des communications. Dans ce cadre, en juin 2023, il rédige une lettre adressée au Congrès des États-Unis appelant les législateurs à agir contre l'exploitation des enfants sur les réseaux sociaux et autres plateformes en ligne.

## Médias
Depuis sa nomination à la présidence de la Catholic TV en 2005, Reed développe le réseau et l'a rebaptisé "The CatholicTV Network". Il lui redonne un souffle nouveau en remodelant les équipes et en diffusant de nouveaux programmes.

## Décorations
- Chevalier commandeur de l'Ordre équestre du Saint-Sépulcre de Jérusalem
- Membre du quatrième degré (patriotique) des Chevaliers de Colomb